# Franco Navarro
Franco Enrique Navarro Monteiro (ur. 10 listopada 1961 w Aguaytía) – piłkarz peruwiański grający na pozycji napastnika.

## Kariera klubowa
Karierę piłkarską Navarro rozpoczął w rodzinnej Limie, w tamtejszym klubie Municipal Lima. W 1980 roku zadebiutował w jego barwach w peruwiańskiej Primera División, a w 1981 roku wywalczył wicemistrzostwo kraju.
W 1985 roku Navarro został piłkarzem kolumbijskiego Independiente Medellín, a w 1986 roku zaczął grać w argentyńskiej Primera División w CA Independiente. W 1988 roku występował w meksykańskim Tecos UAG Guadalajara, a w 1989 roku w szwajcarskim FC Wettingen. Ostatnim zagranicznym klubem w karierze Peruwiańczyka był argentyński Unión Santa Fe.
W 1991 roku Navarro wrócił do Peru, do Sportingu Cristal Lima. W tym samym roku został z nim mistrzem kraju. W 1992 roku grał w Municipalu Lima, a w 1993 roku nie występował w żadnym zespole. W 1994 roku został piłkarzem drużyny Carlos A. Manucci Trujillo. Karierę kończył w 1995 roku jako zawodnik Alianzy Lima.

## Kariera reprezentacyjna
W reprezentacji Peru Navarro zadebiutował 18 lipca 1980 roku w zremisowanym 0:0 towarzyskim meczu z Urugwajem. W 1982 roku został powołany przez selekcjonera Tima do kadry na Mistrzostwa Świata w Hiszpanii. Tam był rezerwowym zawodnikiem i nie rozegrał żadnego spotkania. W swojej karierze wystąpił także na Copa América 1983, 1987 i 1989. Od 1980 do 1989 roku rozegrał w kadrze narodowej 56 meczów i strzelił 16 goli.

## Kariera trenerska
Po zakończeniu kariery piłkarskiej Navarro został trenerem. Prowadził Club Sporting Cristal, Alianzę Lima i Cienciano Cuzco. W 2006 roku był selekcjonerem reprezentacji Peru.